# Inteligencia artificial en el campo de la salud

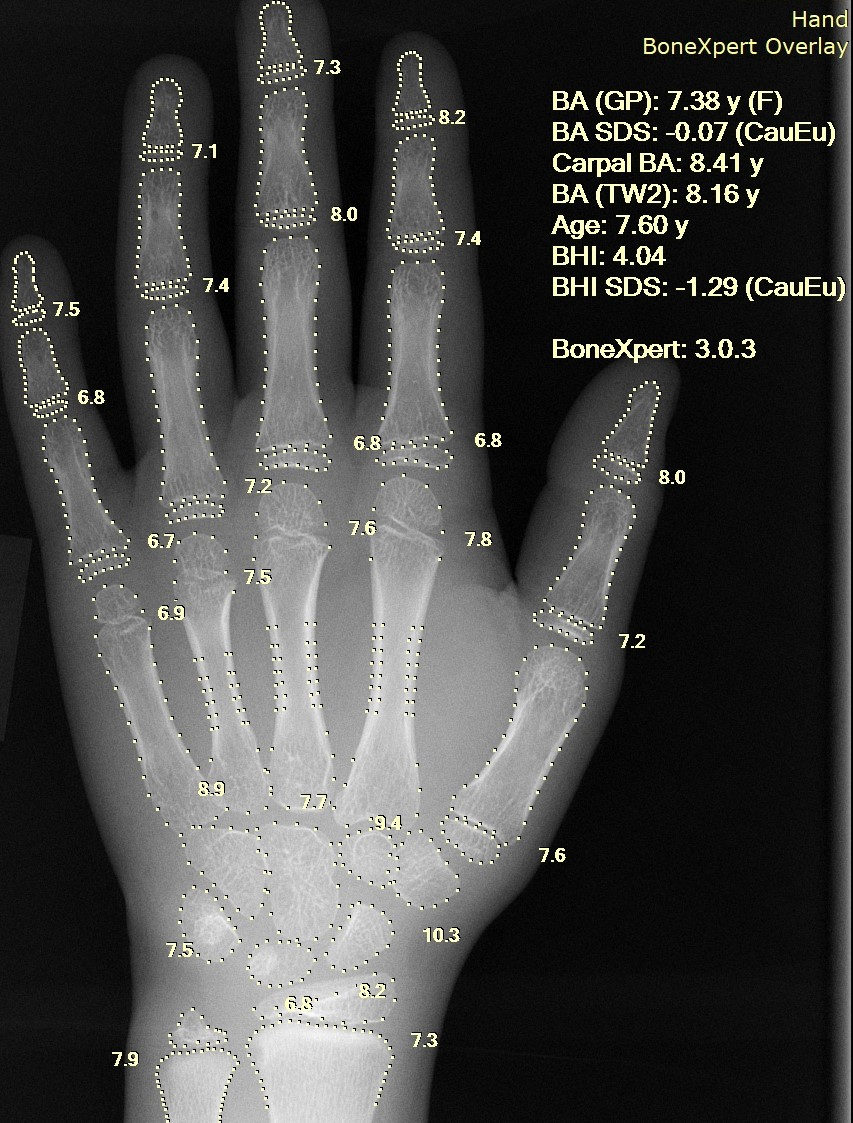
Radiografía de una mano con cálculo automático de la edad ósea mediante un programa informático basado en inteligencia artificial.

La Inteligencia Artificial (IA) aplicada al campo de la salud se basa en la utilización de algoritmos y técnicas de software para predecir la cognición humana a través del análisis de conjuntos de datos médicos. En concreto, la Inteligencia Artificial es la habilidad que dota a algoritmos computacionales de la capacidad para aproximar conclusiones sin la intervención directa del razonamiento humano.
Lo que diferencia a la tecnología basada en la Inteligencia Artificial de las tecnologías tradicionales empleadas en el campo de la salud, es la habilidad de conseguir información, procesarla y proporcionar al usuario final un diagnóstico bien definido. La Inteligencia Artificial consigue este objetivo por medio de algoritmos de aprendizaje automático, que son capaces de reconocer patrones de comportamiento y extraer su propia lógica. Para reducir el margen de error, los algoritmos basados en Inteligencia Artificial necesitan someterse a continuas evaluaciones. Los algoritmos basados en Inteligencia Artificial se comportan de manera diferente a los seres humanos en cuanto a los dos siguientes factores: (1) los algoritmos son literales: cuando se establece un objetivo, el algoritmo no puede auto ajustarse y solamente comprenderá aquello que se le ha ordenado de forma explícita, (2) y los algoritmos son cajas negras; pueden predecir de forma extremadamente precisa, pero no explicar el por qué de su predicción.
El objetivo principal de las técnicas de Inteligencia Artificial aplicadas en el campo de la salud, es analizar las relaciones entre métodos de prevención o tratamiento y sus resultados en el paciente. Se han creado y aplicado programas basados en Inteligencia Artificial a prácticas como procesos de diagnóstico, creación de protocolos de tratamiento, creación de fármacos, medicina personalizada y monitorización y cuidado del paciente. Instituciones clínicas como la Clínica Mayo, Memorial Sloan Kettering Cancer Center, Hospital General de Massachusetts y el National Health Service, han creado algoritmos basados en inteligencia Artificial para sus departamentos. Grandes compañías tecnológicas como IBM y Google, y startups como Welltok y Ayasdi, también han creado algoritmos basados en Inteligencia Artificial orientados al campo de la salud. Además, las nuevas tecnologías traen consigo nuevas consideraciones éticas en cuestiones como la intimidad, oportunidades perdidas en el mercado laboral, y desigualidades en la representación. 

## Historia
Investigaciones en las décadas de 1960 y 1970 tuvieron como resultado la creación del primer sistema experto, conocido como Dendral. A pesar de estar diseñado para aplicaciones en química orgánica, proporcionó la base para el posterior sistema MYCIN, considerado uno de los usos más tempranos de la inteligencia artificial en medicina. No obstante, ni MYCIN ni otros sistemas como INTERNIST-1 o CASNET consiguieron que se hiciera un uso rutinario de ellos.
En las décadas de 1980 y 1990, tuvo lugar una proliferación de los microordenadores y nuevos niveles de conectividad de red. Durante este tiempo, investigadores y creadores reconocían que los sistemas basados en inteligencia artificial aplicados en el campo de la salud debían ser diseñados para acomodar la ausencia de conjuntos de datos perfectos. Métodos basados en la teoría de conjuntos borrosos, redes Bayesianas y redes neuronales han sido aplicadas a sistemas inteligentes en el campo de la salud.
Los avances médicos y tecnológicos, conseguidos a lo largo de esta mitad de siglo, que han permitido el crecimiento de las aplicaciones de inteligencia artificial aplicadas en el campo de la salud, incluyen:
- Avances en la energía de cómputo, dando lugar a una mayor rapidez en la recolección y el procesamiento de datos[4]
- Aumento del volumen y disponibilidad de datos médicos para el personal y dispositivos médicos[5]
- El crecimiento de las bases de datos se secuenciación genómica[6]
- Implementación generalizada de sistemas de expedientes sanitarios electrónicos[7]
- Avances en el procesamiento del lenguaje natural y visión computacional, permitiendo a las máquinas replicar procesos de percepción humanos[8][9]
- Mejoras en la precisión en las cirugías llevadas a cabo por robots[10]

## Investigación actual
Varias especialidades en medicina han mostrado un aumento en las investigaciones relacionadas con la inteligencia artificial. No obstante, la especialidad que más atención ha cobrado es el campo de la Radiología.

### Investigaciones actuales en España
La llegada de la pandemia mundial provocada por el Covid-19 (SARS CoV-2) ha hecho que se impulse el uso de herramientas basadas en inteligencia artificial para comprender y obtener conclusiones en un menor tiempo sobre la enfermedad.
Algunas de las investigaciones y aplicaciones que se han llevado a cabo en España son:
- Metodología combinada para la detección del virus, mediante el estudio de muestras nasofaríngeas con la técnica MALDI-TOF-MS y su posterior procesamiento, con un modelo de inteligencia artificial basado en Máquinas de Vectores de Soporte (SVM). Esta técnica permite, en comparación con la prueba de diagnóstico actual más generalizada (RT-PCR), reducir a menos de 2h. el tiempo desde que se toma la muestra hasta la obtención de resultados  con una precisión del 96%. Además su aplicación reduciría los costes de la prueba en un 75%.[12]
- Algoritmo de aprendizaje federado implantado por los Hospitales 12 de Octubre, Ramón y Cajal (Madrid) y San Pablo (Barcelona) que analiza imágenes radiológicas de tórax, ayudando a agilizar la detección de la enfermedad (como prueba complementaria) aportando un diagnóstico más preciso.[13][14][15]
- CNN (red neuronal convolucional) desarrollada por la Universidad de Barcelona que identifica y segmenta las lesiones pulmonares provocadas por el virus, automatizando los procesos de identificación y segmentación de la gravedad del sujeto mediante el análisis de TC (Tomografía Computarizada).[16][17]
- Calculadora de libre acceso desarrollada por investigadores de IRYCIS (Instituto Ramón y Cajal de Investigación Sanitaria) basada en PRIORITY, un modelo de regresión logística que predice, en una fase de detección inicial de la enfermedad, a los pacientes con pronóstico crítico. La herramienta está orientada a los centros médicos con bajos recursos o ausencia de pruebas radiológicas, ya que está basado en variables de exploración clínica e historial médico.[18][19]
- TUCUVI es un asistente virtual conversacional basado en PLN (Procesamiento de Lenguaje Natural) desarrollado por Tucuvi Care (Startup ganardonada con los premios: “Premios Emprendedor XXI”,”Fenin” en 2021). Estos son alguno de los proyectos implementados con organizaciones sanitarias: acuerdo de colaboración con  IRYCIS (Instituto Ramón y Cajal de Investigación Sanitaria) y el Servicio de Medicina Interna del Hospital Ramón y Cajal, para el seguimiento de pacientes con IC (Insuficiencias Cardiacas). Hospital La Princesa dónde realizan seguimiento domiciliario a los pacientes ingresados por Covid y que han sido dados de alta hospitalaria o el Hospital Universitario de Torrejón de Ardoz dónde además de pacientes con Covid realizan seguimiento a pacientes con EPOC (Enfermedad Pulmonar Obstructiva Crónica).[20][21]

### Radiología
La habilidad para interpretar resultados en imágenes puede proporcionar ayuda a los clínicos en la detección de cambios en imágenes, o detalles que los clínicos han podido pasar por alto. Un estudio que ha incorporado la inteligencia artificial en el campo de la radiología es un estudio de la universidad de Stanford, que es capaz de detectar la neumonía de manera más acertada que los radiólogos. La Sociedad Radiológica de Norte América ha decidido emplear técnicas de inteligencia artificial en la mayor parte de sus horarios. La centésimo cuarta Asamblea Científica y Reunión Anual organizada por RSNA en noviembre de 2018 exhibió novedosas herramientas de imagen basadas en inteligencia artificial. Entre estas herramientas, se encontraba el detector de pecho de Samsung, que es una herramienta radiológica de ultrasonidos que estandariza la manera de clasificar e informar sobre patologías en el pecho. La emergencia de las tecnologías basadas en inteligencia artificial en el campo de la radiología se considera como una amenaza por algunos especialistas, ya que este tipo de técnicas pueden llevar a cabo determinadas tareas de forma más acertada que los especialistas humanos, cambiando así el rol que tienen hoy en día los radiólogos.

### Salud monitorizada
El auge de la telemedicina ha mostrado el incremento de posibles aplicaciones de la IA en este campo. La habilidad para monitorizar a pacientes empleando técnicas de inteligencia artificial puede favorecer la transmisión de información a los médicos si se detecta actividad relacionada con alguna posible enfermedad. La utilización de un dispositivo que un paciente puede llevar puesto, puede permitir una monitorización constante del paciente y la habilidad de detectar cambios menos detectables para los humanos.
Cardiología
La inteligencia artificial tiene la capacidad de analizar electrocardiogramas para detectar anomalías cardiacas, además de la interpretación de resonancias magnéticas y tomografías computarizadas para diagnosticar enfermedades cardiacas. 
Oncología
Permite el análisis de imágenes médicas y muestras de tejido para la detección de tumores, con la planeación de tratamientos de radioterapia, quimioterapia y dar seguimiento al tratamiento del paciente.

### Industria
La unión de grandes compañías dedicadas al campo de la salud con otras compañías dedicadas al campo de la salud, han fomentado la accesibilidad a una mayor cantidad de datos médicos. Una mayor cantidad de datos médicos puede permitir un aumento en la implementación de algoritmos basados en inteligencia artificial.
Las industrias dedicadas al campo de la salud, tienen gran parte de su foco de implementación basada en técnicas de IA en los sistemas de apoyo de decisión clínica. Con el aumento en el volumen de datos disponibles, las decisiones tomadas por los sistemas basados en IA son más eficientes. Numerosas compañías están explorando las posibilidades de incorporar el big data en la industria dedicada al campo de la salud.
Las siguientes grandes compañías son algunas de las que han contribuido a la creación de algoritmos de IA para su uso en el campo de la salud.

#### IBM
La oncología de Watson de IBM se encuentra bajo desarrollo en el Memorial Sloan Kettering Cancer Center y la Clínica Cleveland. IBM también está trabajando con CVS Salud en AI aplicaciones en tratamiento de enfermedad crónica y con Johnson & Johnson encima análisis de papeles científicos para encontrar conexiones nuevas para desarrollo de fármaco.

#### Microsoft
El proyecto Hanover de Microsoft, en asociación con el Instituto Knight Cancer de la Universidad Health & Science de Oregon, analiza investigaciones médicas con el objetivo de predecir las opciones de tratamiento para el cáncer más efectivo para el paciente. Otros proyectos incluyen el análisis de la imagen médica del progreso de tumores y el desarrollo de células programables.

#### Google
El Servicio Nacional de Salud de Reino Unido está usando la plataforma DeepMind de Google para detectar determinados riesgos para la salud analizando los datos recolectados a través de aplicaciones móviles. Un segundo proyecto con la NHS implica el análisis de imágenes médicas recolectadas de pacientes de la NHS para la creación de algoritmos basados en visión computacional para detectar tejidos cancerígenos.

#### Intel
Intel Capital ha invertido recientemente en la startup Lumiata, que utiliza la inteligencia artificial para identificar pacientes en riesgo y crear tratamientos.

## El futuro de la Inteligencia Artificial en la Salud
El futuro de la Inteligencia Artificial en la salud busca cambios significativos en la forma en que se diagnostican y tratan las enfermedades.
Machine Learning
Es una técnica de Inteligencia Artificial que permite a los sistemas aprender de los datos. Entre sus aplicaciones encontramos:
- Diagnóstico
- Análisis de datos médicos
- Automatización de datos

Medicina predictiva
Es un campo que utiliza la Inteligencia Artificial y otras herramientas tecnológicas para predecir la probabilidad  en que un paciente desarrolle una enfermedad o condición patológica. A continuación, se enlistan sus principales aplicaciones:
- Análisis de riesgo para desarrollo de complicaciones médicas
- Detección temprana de enfermedades
- Predicción de resultados en estudios clínicos

Medicina personalizada
Es un campo que utiliza la Inteligencia Artificial con el fin de adaptar los tratamientos médicos a las necesidades individuales del paciente. Algunas de las formas en que se aplica esta tecnología son:
- Análisis genético
- Selección de tratamientos
- Monitoreo de salud

## Ética
Recientemente la Comisión Europea a través de un grupo de expertos redactó un documento guía sobre la confianza en la IA y el aprendizaje automático como base necesaria para lograr una IA ética y así lograr la aceptación social para su inclusión en nuestro estilo de vida y valores actuales. En ese informe se habla entre otras características de la transparencia como un aspecto deseable de cualquier sistema de IA. También en el Reglamento General de Protección de Datos RGPD se  establece el ‘derecho a explicación’ como la posibilidad de que un usuario pueda preguntar sobre decisiones que los algoritmos hagan sobre él. Esto es de especial interés ámbitos como el médico por el potencial de la IA como ayuda en muchas de sus tareas siendo la transparencia y la explicabilidad de cada decisión necesarias para generar confianza por parte de los médicos.  Para ello es necesario lograr que se confíe en los modelos ML utilizados y más teniendo en cuenta que en la práctica se tiende a sobreestimar la precisión de estos modelos. Existen diversos métodos que han sido propuestos para generar confianza en los modelos ML. Esto pueden ser inherentes al propio modelo (denominados como modelos interpretables) como los Generalized Additive Models (GAMs), un conjunto de reglas "if-then" ordenadas basadas en probabilidades estimadas o los basados en ganancia de información (entropía) como puede ser en Random Forest; o pueden ser genéricos aplicables a cualquier método ML como Local Interpretable Model-agnostic Explanations LIME y Shapley Additive exPlanations SHAP.
Se han propuesto modelos conceptuales de estandarización para fomentar el diseño ético de sistemas de aprendizaje automático e inteligencia artificial con el fin de aumentar la transparencia y la confianza.
Entre estos modelos éticos, la Organización Panamericana de la Salud (OPS), menciona la existencia de 8 áreas de consideración en la cooperación técnica en la interdependencia digital:
- Conectividad universal
- Bienes digitales
- Salud digital incluyente
- Interoperabilidad
- Derechos humanos
- Inteligencia artificial, a nivel mundial y con tecnología emergente
- Seguridad de la información
- Arquitectura de la salud pública